# Jordnötsringar
Jordnötsringar är snacks gjorda på jordnötter som malts till jordnötssmör och sedan formats till ringar och rostats. De introducerades år 1977 i Sverige av Estrella.

## Historik
Estrella lanserade jordnötsringarna i Sverige 1977, och 1993 lanserade även OLW jordnötsringar under namnet Rock'n Rollers. 1997 bytte de namn till Lucky Loops och bytte senare återigen namn till Jordnötsringar.
I början av 2017 slutade OLW att sälja sina jordnötsringar på grund av för låg efterfrågan.
2021 lanserade Estrella, i samarbete med Candy People, chokladdoppade jordnötsringar.